# Aviaco
Aviaco (Aviación y Comercio S.A.) va ser una aerolínia espanyola que es va constituir el 18 de febrer 1948 en ser promulgada una llei que trencava el monopoli en el sector aeronàutic espanyol que fins aquell moment ostentava la companyia Iberia. Posteriorment va ser nacionalitzada i va passar a dependre d'Iberia, fins que finalment va ser absorbida per aquesta en 1999.